# Go (álbum de Jónsi)
Go é o primeiro álbum solo de estúdio de Jónsi, vocalista da banda islandesa Sigur Rós. O álbum foi lançado em 6 de abril de 2010, pelo selo britânico XL Recordings.
Gravado em Reikjavik e em Connecticut, o álbum foi co-produzido por Alex Somers, Peter Katis e o próprio Jónsi. O disco contém canções em inglês e em islandês. Go foi bem recebido pelos críticos musicais internacionais, recebendo uma avaliação média de 76/100 após a compilação de 31 críticas no site Metacritic.
Seguindo o lançamento do álbum, Jónsi embarcou em uma turnê musical ao longo do ano de 2010, apresentando as novas canções para seus fãs na América do Norte, Europa e Ásia.

## Lista de faixas
1. "Go Do" – 4:41
2. "Animal Arithmetic" – 3:24
3. "Tornado" – 4:15
4. "Boy Lilikoi" – 4:30
5. "Sinking Friendships" – 4:42
6. "Kolniður" – 3:56
7. "Around Us" – 5:18
8. "Grow till Tall" – 5:21
9. "Hengilás" – 4:15